# Giraltovce
Giraltovce (hongarès: Girált) és una ciutat d'Eslovàquia. Es troba a la regió de Prešov, al nord del país. La primera referència escrita de la vila data del 1427.

## Demografia
| Godina             | 1994 | 2004   | 2014   | 2024   |
| ------------------ | ---- | ------ | ------ | ------ |
| Nombre de persones | 4220 | 4186   | 4148   | 3958   |
| Diferència         |      | −0,80% | −0,90% | −4,58% |

| Godina             | 2023 | 2024   |
| ------------------ | ---- | ------ |
| Nombre de persones | 3997 | 3958   |
| Diferència         |      | −0,97% |